# だめ連
だめ連（だめれん）とは、早稲田大学の同窓生だった二人が、退職と留年をきっかけに再会したことを発端として生まれた、「普通の人のように働かない（働けない）」、「家族をもたない（もてない）」といった者たちが、その「だめ」とされる有り様を否定的に捉えるのではなくそのような社会のプレッシャー、常識を問題とし、自由に生きていこうとして誕生したオルタナティブな「生き方模索集団」。 また、労働と消費を奨励するような経済成長中心の資本主義の価値観に対して「それよりも楽しいこと、創造的なことは沢山ある」と社会変革とオルタナティブを唱えている。
1992年に誕生し、「交流」「トーク」を合言葉にさまざまな活動を展開する。資本主義に反旗を翻した生き方として、一時テレビや新聞などのマスメディアの脚光を浴びるなどした。
現在は、デモや路上交流会、オルタナティブスペースでのトークイベント、ゲリラガーデニング（畑）などを行っている。

## 人物
代表格は神長恒一とぺぺ長谷川(塚原活、肝門部胆管がん、2023年3月没)。『だめ連宣言!』などの著作も出している。
神長は早稲田大学第二文学部出身。卒業後は東武百貨店に10ヶ月間勤務した後、ぺぺとの再会によりだめ連を結成。その後、無職、フリーター生活を送っている。
パートナーであるいかとスタンディングなどの抗議アクションやオルタナティブなイベントを行っている。
ぺぺ長谷川も早稲田大学第二文学部出身。彼は永きに渡りノンセクトラジカル系の学生運動に従事。8年かけて卒業した後も、現在まで一貫してアルバイト生活を送っている。
バンド「ロバートDEピーコ」のボーカル。高円寺の「素人の乱」界隈が運営する「なんとかバー」で不定期に店番に入っている。
神長、ぺぺとも都内でのデモや抗議活動、さまざまなオルタナティブ系のイベントに参加、出演している。

## 展開
神長恒一は大学を卒業後就職したが、会社員人生が退屈だと思うに至り10ヶ月で退職。その後企業に再就職する道を選ばず無職生活に入る。神長は無職時代に当時大学を留年中だったぺぺ長谷川との再会をきっかけに、早稲田大学のノンセクトの学生運動や都内のアナキズム系の人物達と交流。神長とぺぺはその後さまざまなデモやアート系のイベントなどに参加。友人達と遊んだりしているうちに人生そのものをテーマとするアクティビズムである「だめ連」を結成する。
メンバーは中野、高円寺、早稲田周辺で集まることが多かった。一時期は、中野北口広場でのだめ連交流会、機関誌「にんげんかいほう（27年の孤独）」の編集、野外劇「劇的！？BIG座」、バンド「セックス・ピストルズ」「男女間の友情」であちこちに出没、また、雑誌「現代思想」内の特集の編纂に関わったり、新宿ロフトプラスワンなどでトークライブを開催するなど、活発な活動が見られた。
東京以外に、名古屋、京都、福岡などに支部があったこともあるが、「だめ連」のメンバーシップはかって自己申告制であり、フランチャイズであった訳ではない。現在では軒並み活動は停止している模様である。
2001年頃からは数年間に渡って「だめトランス」というDIYのミニレイブパーティーを都内の公園（野川公園、二子玉川河川敷など）で開催。
2014年よりだめ連ラジオ「熱くレヴォリューション！」をYouTubeで公開している。
2017年、多摩川のキャンプ場でだめ連「小さな交流祭り」を開催。
2020年、多摩川の河原で「だめ連交流会」、高円寺でトークイベント「自殺といじめを無くすには！」を行う。
2022年、吉祥寺で「ダメでええじゃないか！人間解放デモ」を、立川でトークイベント「ダメと思われたくないプレッシャーと優越感からの解放」を行う。
早稲田大学近くの馬場下門交叉点附近の南側で営業している「交流スペースあかね」というオルタナティブスペースは、「だめ連」と共通するメンバーもいたものの、現在はまったく関係のないグループである。

## 些事
- 韓国の白手（백수）などの団体との連携もある。

## 出版物
- 『だめ!』 （だめ連編 河出書房新社 1999年） ISBN 430901268X
- 『だめ連宣言!』 （だめ連編 作品社 1999年） ISBN 4878933186
- 『だめ連の働かないで生きるには?!』（神長恒一、ペペ長谷川 筑摩書房 2000年） ISBN 4480863273
- 『だめ連の資本主義より楽しく生きる』（神長恒一、ペペ長谷川　現代書館　2024年）

## メディア

### 雑誌
- 月刊「現代思想」（青土社）1997年5月「特集　ストリート・カルチャー」で、沈没家族、岡画郎、きんじハウス、メンズ・リブ東京、新宿西口ダンボールアート、香港の黒鳥などと共に取り上げられた。
- 「TALKING LOFT 3世」（LOFT BOOKS）
- 「Quick Japan」（太田出版）
- 「BURST」（コアマガジン）
- 「SPA！」（扶桑社）

### 新聞
- 「朝日新聞」（天声人語）
- 「東京新聞」
- 「毎日新聞」
- 「東京スポーツ」

### テレビ
- NHK総合「青春探検」ダメ連って何だ
- NHK教育「にんげん広場21・いのち」
- テレビ朝日「ビートたけしのTVタックル」
- テレビ朝日「そんなに私が悪いのか！？」
- TBS「ドキュメントDash Dash」